# جولي آندروز
جولي أندروز (بالإنجليزية: Julie Andrews)‏ (حاصلة على رتبة وسام الإمبراطورية البريطانية، ولدت باسم جوليا إليزابيث ويلز في 1 أكتوبر 1935) هي ممثلة ومطربة ومؤلفة إنجليزية. ظهرت أندروز عندما كانت طفلة ممثلة ومطربة في مسارح وست إند عام 1948، كما وظهرت في مسرح برودواي لأول مرة في مسرحية «ذا بوي فيرد» (1954). برزت بكونها «النجمة البريطانية الأصغر سنًّا» في بطولة مسرحيات برودواي الغنائية مثل «ماي فير ليدي» (1956)، و«إليزا دوليتل»، و«كاميلوت» (1960) حيث جسدت دور الملكة غينيفر. في عام 1957، تألقت أندروز في العرض الأول لموسيقى رودجرز وهامرشتاين المكتوبة من أجل المسرحية التلفزيونية سندريلا، حيث بُثت بشكل حيّ وشاهدها أكثر من 100 مليون مشاهد. أول ظهور لها كان في فلم «ماري بوبينز» عام 1964، وفازت بجائزة الأوسكار لأفضل ممثلة عن دورها. تألقت في بطولة «صوت الموسيقى» (1965) حيث لعبت دور ماريا فون تراب، وفازت بجائزة غولدن غلوب لأفضل ممثلة - فيلم كوميدي أو موسيقي.
فازت أندروز بجائزة الأوسكار، وجائزة الأكاديمية البريطانية للأفلام، وخمس جوائز عالمية، وثلاث جوائز غرامي، وجائزتي إيمي، وجائزة نقابة ممثلي الشاشة للإنجازات مدى الحياة، وجائزة مركز كيندي الثقافي، وجائزة أساطير ديزني. بعيدًا عن مسيرتها الفنية الموسيقية، ألفت أيضًا كتبًا للأطفال ونشرت سيرتها الذاتية في كتابين: "الوطن: مذكرات من سنواتي الأولى (2008) و"عملي المنزلي: مذكرات من سنواتي في هوليود (2019)".

## نشأتها
ولدت جوليا اليزابيث ويلز في 1 أكتوبر 1935 في مقاطة سري، إنكلترا. والدتها هي باربرا وارد ويلز (1910-1984) ولدت في تشيرتسي وتزوجت من إدوارد شارل «تيد» ويلز (1908-1990) الذي كان معلّمًا في أعمال المعادن والخشب عام 1932. ولدت أندروز كنتيجة لعلاقة غير شرعية قامت بها والدتها مع صديقٍ للعائلة. اكتشفت أندروز النسب الحقيقي لها عام 1950، عندما أخبرتها أمها، ولم تكشف عن ذلك علنًا إلا في سيرتها الذاتية الصادرة عام 2008.
مع اندلاع الحرب العالمية الثانية، ذهب كلّ من باربرا وتيد ويلز في طريق منفصلٍ وسرعان ما تطلّقا، وتزوّج كلّ منهما من جديد، إذ تزورجت باربرا من تيد أندروز عام 1943، أما تيد ويلز فتزوج من وينفريد مود (هايد) بيركهيد عام 1944، التي كانت قد ترملت بسبب الحرب، وكانت تعمل كمصففة شعر في مصنع حربي في هينكلي وود، بمقاطعة سري مع زوجها. ساعد تيد ويلز في إجلاء الأطفال إلى ساري خلال قصف لندن، في حين عملت  باربرا وتيد أندروز على الترفية عن القوات من خلال جمعية الخدمة الوطنية للترفيه.

## مسيرتها

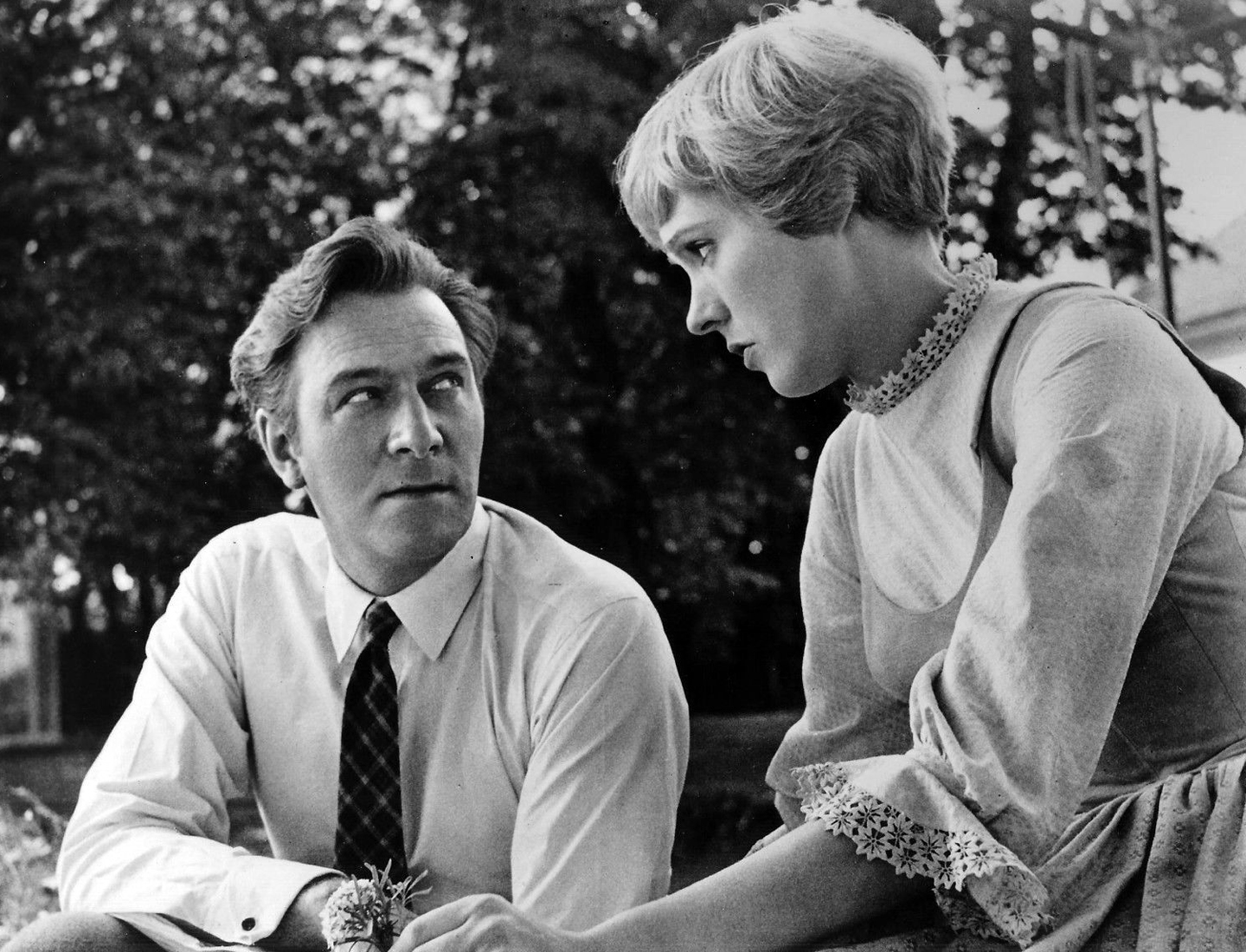
كريستوفر بلامر وجولي أندروز في موقع التصوير في سالزبورغ أثناء تصوير فيلم صوت الموسيقى، 1964

### بداية مسيرتها في بريطانيا
بدءًا من عام 1945، وعلى مدى العامين التاليين، قدمت جولي أندروز أداءً عفويًّا وغير مدفوع على المسرح مع والديها. أوضحت أندروز ذلك قائلةً «ثم جاء اليوم الذي قيل لي فيه أنه يجب أن أذهب إلى الفراش بعد الظهر لأنه سيسمح لي بالغناء مع إمي وأبي في المساء». كانت تقف على صندوق بيرة لتغني في الميكروفون، أحيانا منفردة وأحيانا أخرى مع والدها، بينما كانت أمها تعزف البيانو.
نظّم بيتولا كلارك جولة في بريطانيا بالقطار للغناء لصالح القوات مع أندروز التي كان أصغر بثلاث سنوات؛ كانوا نائمين في رفوق الأمتعة. قالت كلارك: «كان الأمر ممتعًا – ولم يستمتع به كل الأطفال».

## وصلات خارجية
- جولي آندروز على موقع IMDb (الإنجليزية)
- جولي آندروز على موقع ميتاكريتيك (الإنجليزية)
- جولي آندروز على موقع الموسوعة البريطانية (الإنجليزية)
- جولي آندروز على موقع روتن توميتوز (الإنجليزية)
- جولي آندروز على موقع مونزينجر (الألمانية)
- جولي آندروز على موقع قاعدة بيانات الأفلام العربية
- جولي آندروز على موقع ألو سيني (الفرنسية)
- جولي آندروز على موقع ميوزك برينز (الإنجليزية)
- جولي آندروز على موقع رولينغ ستون (الإنجليزية)
- جولي آندروز على موقع تيرنر كلاسيك موفيز (الإنجليزية)